# 笛卡兒島
笛卡兒島（英語：Descartes Island），是南極洲的島嶼，位於阿黛利地的拉格朗日島和拉孔謝島之間，處於穆斯角東南面1.4公里，長0.2公里，在1951年由法國探險隊繪入地圖，以該國數學家勒內·笛卡兒命名，現時由南極條約體系管理。